# ビオグラード湖
ビオグラード湖（セルビア語: Биоградско језеро, Biogradsko jezero）は、モンテネグロ・コラシンに所在する氷河湖である。

## 地理
国立公園のビオグラドスカー・ゴラの中心地に位置しており、標高1094m地点に存在している。同公園内には7つの氷河湖が存在するが、その中で最もアクセスしやすく、最も大きい湖である。他の6つの湖はより高い地点に位置しており、この湖が最も標高が低い。
面積は228,500 m2で、平均水深は4.5mである。最大水深は12.1mで、長さ870m、幅261mである。
ビオグラード川から流入し、イェゼルスティカ川に流出している。
アクセスとしてはビオグラドスカー・ゴラの公園入口からこの湖を結ぶ3.5kmの観光列車が走っている。そして湖畔ではボートあるいは自転車を借りることが出来る。